# یکسان‌سازی فرهنگی در دوره رضا شاه
خطر قریب‌الوقوع گیلان، آشوب‌های آذربایجان، جنگ‌های دائم بین قبیله‌ها، حضور ارتش سرخ در شمال، وقوع شورش‌هایی در نیروی ژاندارمری، و قشون قزاق و ناتوانی حکومت از تشکیل مجلسی که توافقنامه نامطلوب ایران و انگلیس را تأیید کند، همه به ایجاد بحران سیاسی حادی در پایتخت کمک کرد.

## کودتای رضاخان میرپنج
در میانه بحران رضاخان میرپنج افسر چهل و دو ساله‌ای از یک خانواده گمنام نظامی و ترک‌زبان در مازندران که مدارج نظامی را طی کرده و به فرماندهی بریگاد قزاق قزوین رسیده بود، نیروی نظامی سه هزار نفره خود را به سوی تهران حرکت داد. او با کسب حمایت افسران ژاندارمری و مشاوران نظامی انگلیسی در شب سوم اسفند وارد تهران شد، شصت تن از رجال طراز اول را دستگیر کرد، به شاه اطمینان داد که کودتا برای نجات سلطنت از خطر انقلاب انجام می‌گیرد و درخواست کرد سید ضیا نخست‌وزیر شود. این دو در اعلان تشکیل حکومت خود اظهار کردند با پایان دادن تجزیه داخلی، انجام دگرگونی‌های اجتماعی، و نجات کشور از اشغال بیگانگان، عصر احیای ملی را آغاز می‌کنند.
رضاخان طی چهار سال با غلبه بر شورش‌هایی در گیلان، خراسان، آذربایجان، فارس، مازندران و خوزستان موقعیت سیاسی و نظامی خود را تثبیت کرد. او در ۱۳۰۲ نخست‌وزیری را به دست گرفت. در ۱۳۰۴ با تشکیل مجلس مؤسسان قاجار را خلع کرده، سلطنت را به دست آورد.
گرچه او قدرت‌اش را در اصل بر ارتش استوار ساخت، بنا به عقیده آبراهامیان، جلوس اش بر تخت پادشاهی، بدون پشتیبانی چشمگیر مردم کشور چندان صلح‌آمیز و قانونی نبود. راه رضاخان به سوی تخت سلطنت نه صرفاً با خشونت، نیروی مسلح، ترس، و توطئه‌های نظامی، بلکه با همدستی علنی با گروه‌های مختلف در درون و بیرون مجالس ملی چهارم و پنجم، هموار شد.
این گروه‌ها از چهار حزب سیاسی تشکیل می‌شدند: محافظه‌کاران از حزبی با اسم بی‌مسمای حزب اصلاح‌طلبان، اصلاح‌طلبان از حزب تجدد، رادیکال‌ها از حزب سوسیالیست، و انقلابیون از حزب کمونیست.

## زبان فارسی
از جمله برنامه‌های حزب تجدد ترویج زبان فارسی به جای زبان‌های محلی در سراسر کشور بود. سه روزنامه بانفوذ آرمان‌های کلی اصلاح‌طلبان را تبلیغ می‌کرد: ایرانشهر که حسین کاظم‌زاده دیپلمات سابق سفارت ایران در لندن، حامی ادوارد براون، و برادر دمکراتی برجسته که خیابانی از تبریز تبعید اش کرده بود؛ از ۱۳۰۱ تا ۱۳۰۶ در برلین انتشار می‌داد. فرنگستان که مشفق کاظمی عضو جوان هیئت دیپلماتیک از ۱۳۰۳ تا ۱۳۰۵ در آلمان منتشر می‌کرد. و آینده که دکتر محمود افشار یزدی استاد علوم سیاسی در تحصیلکرده اروپا در سال ۱۳۰۴ در تهران بنیاد گذاشت.

## زنان
مجلهٔ ایرانشهر گرچه در برلین انتشار می‌یافت، تقریباً در چهل شهر ایران پخش می‌شد، موضع مجله در تراز موضوعاتی که مطرح می‌کرد، آشکار بود: از مجموع ۲۶۳ مقاله منتشره در مجله، ۷۲ مقاله بیانگر اهمیت آموزش عمومی و غیر مذهبی، ۴۵ مقاله مبین ضرورت بهبود بخشیدن به وضع زنان، ۳۰ مقاله در توصیف تأییدآمیز ایران پیش از اسلام، و ۴۰ مقاله در بررسی جوانب فناوری جدید و فلسفه غربی به‌خصوص ضد روحانی‌گری ولتر، نژادپرستی گوبینو، و آثار گوستاو لوبون دربارهٔ جماعتهای غیر عقلایی بود. پیامدهای زیانبار قوم گرایی، مضمون همیشگی مجله محسوب می‌شد. همان‌طور که مقاله‌ای دربارهٔ مذهب و ملیت بیان می‌داشت:
مسئله قومیت چنان جدی است که هرگاه از یک ایرانی که به خارج سفر کرده باشد، ملیت اش را بپرسند، به جای نام پرافتخار کشور اش از زادگاهش نام می‌برد. ما باید فرقه‌های محلی، گویشهای محلی، لباس محلی، آداب محلی، و حساسیتهای محلی را از میان برداریم…

## نظریه حمله اعراب
مضمون همیشگی دیگر، این نظریه بود که عقب ماندگی فعلی ایران ناشی از حمله اعراب در قرن هفتم میلادی است. مقاله دیگر می‌گفت که جزمیت مذهبی، استبداد سیاسی، و امپریالیسم خارجی، به ویژه امپریالیسم عرب، «تواناییهای خلاق مردم هوشمند آریایی» را راکد گذاشته است، چنین مقاله‌ای با تصویری که اعراب «وحشی» مسلمان را در حال غارت، هتک حیثیت و قتل‌عام زرتشتیان «متمدن» نشان می‌داد، به چاپ می‌رسید. جای شگفتی نیست که ایرانشهر به رغم تیراژ وسیع اش بین روشنفکران ایران، همچنان در خارج از کشور به چاپ می‌رسید.
مقاله‌های فرنگستان نیز همان گونه بود. از حدود هفتاد مقاله منتشره آن، نه مقاله به فلسفه سیاسی غرب از جمله نژادپرستی گوبینو، سوسیالیسم آناتول فرانس، و نظرات ضد استعماری کارل مارکس اختصاص داشت. نخستین مقاله مجله اظهار می‌داشت که ایران خود را از استبداد سلطنتی رهانیده است اما اکنون به دیکتاتور انقلابی (همچون موسولینی) نیاز دارد که توده‌های ناآگاه را به زور از چنگ روحانیت خرافاتی برهاند. فقط اوست که می‌تواند نگرشی نوین، مردمی متجدد، و ملتی متجدد به وجود آورد.

## نظریه وحدت ملی و دولت مرکزی
محتوای ماهنامه آینده نیز چنین بود اما بیشتر به ضرورت ایجاد دولتی مرکزی و هویت ملی یکپارچه تأکید داشت. مؤسس و نگارنده، مجله را با مقاله‌ای تحت عنوان «مطلوب ما: وحدت ملی ایران» آغاز می‌کرد:
ایده‌آل یا مطلوب اجتماعی ما حفظ و تکمیل وحدت ملی ایران است… (که موجب تشکیل امپراطوری و ملت بزرگ آلمان، ایطالیا و… شد) مقصود ما از وحدت ملی ایران وحدت سیاسی، اخلاقی، و اجتماعی مردمی است که در ایران اقامت دارند. این بیان شامل دو مفهوم دیگر است که عبارت است از حفظ استقلال سیاسی و تمامیت ارضی ایران باشد. اما منظور از کامل کردن وحدت ملی این است که در تمام مملکت زبان فارسی عمومیت یابد، اختلافات محلی از حیث لباس، اخلاق و غیره محو شود، و ملوک الطوایفی کاملاً از بین برود. کرد و لر و قشقایی و عرب و ترکمن و غیره با هم فرق نداشته، هر یک به لباسی ملبس و به زبانی متکلم نباشند... به عقیده ما تا در ایران وحدت ملی از حیث زبان، اخلاق، لباس، و غیره حاصل نشود هر لحظه برای استقلال سیاسی و تمامیت ارضی ما احتمال خطر می‌باشد. اگر ما نتوانیم همه نواحی و طوایف مختلفی را که در ایران سکنی دارند یکنواخت نماییم، یعنی همه را به تمام معنی ایرانی کنیم، آینده تاریکی در جلو ماست. آن‌ها که به تاریخ ایران علاقه دارند، آن‌ها که به زبان فارسی و ادبیات آن تعلق خاطر دارند، آن‌ها که به مذهب شیعه علاقمند هستند باید بدانند که اگر رشته وحدت این مملکت از هم گسیخته شود هیچ باقی نخواهد ماند. پس همه باید یکدل و یک صدا بخواهیم و کوشش کنیم که زبان فارسی در تمام نقاط ایران عمومیت پیدا کند و به تدریج جای زبانهای بیگانه را بگیرد. این کار میسر نمی‌شود مگر به وسیله تأسیس مدارس ابتدایی در همه جا، وضع قانون تعلیم عمومی اجباری و مجانی و فراهم آوردن وسایل اجرای آن، تدریس زبان فارسی و تاریخ ایران در تمام مملکت چاره اصلی و قطعی است ولی بعضی طرق دیگر هم که در درجه دوم اهمیت هستند به خاطر ما می‌رسد و در شماره‌های آینده شرح خواهیم داد؛ مثلاً باید به وسیله ساختن راه‌های آهن روابط ارزان سریع میان نقاط مختلف مملکت دائر نمود تا مردم شمال و جنوب، مشرق و مغرب بیشتر به هم آمیخته شوند، باید هزارها کتاب و رساله دلنشین و کم بها به زبان فارسی در تمام مملکت به خصوص آذربایجان و خوزستان منتشر شود. باید کم‌کم وسیله انتشار روزنامه‌های کوچک ارزان قیمت محلی به زبان ملی در نقاط دوردست مملکت فراهم آورد. تمام اینها محتاج به کمک دولت است و باید از روی نقشه منظمی باشد. می توان بعضی ایلات فارسی‌زبان را به نواحی بیگانه فرستاد و در آنجا ده نشین کرد و در عوض ایلات بیگانه زبان آن نقاط را به جای آن‌ها به نواحی فارسی‌زبان کوچ داد و ساکن نمود. اسامی جغرافیایی را که به زبانهای خارجی و یادگار تاخت و تاز چنگیز و تیمور است باید به اسامی فارسی تبدیل کرد.
افشار در شماره‌های آتی نیز به همین مضمون پرداخت. وی با این هشدار که کشور را خطرهای زیادی - اعم از خطر سرخ (شوروی)، آبی (انگلیس)، زرد (ترکیه)، سبز (اعراب)، و سیاه (روحانیت) – تهدید می‌کند، اعلام می‌داشت که وظایف اساسی، ایجاد یک دولت قدرتمند مرکزی، اشاعه زبان فارسی در میان جوامع غیر فارس، و انتقال دادن قبایل عرب و ترک از نقاط مرزی به مناطق داخلی است.

آبراهامیان می‌گوید: احمد کسروی مورخ نیز در مقالات متعددی در آینده و در آثار فراوان خود دربارهٔ زبان‌ها، قبایل، مذاهب و نام جایهای ایران، به همین مسئله وحدت ملی توجه داشت. او نخستین اثر مهم خود، آذری یا زبان باستان آذربایجان را متعاقب قیام خیابانی نوشت تا ثابت کند که آذری، زبان اصیل آریایی زادگاه وی را یورشهای ترکان از بین برده است. او نتیجه می‌گرفت که گویش ترکی فعلی که از خارج تحمیل شده است، اکنون باید جای خود را به فارسی، زبان رسمی کشور بدهد؛ البته محققان دیگر به مقاله کسروی در نشریه پرچم اشاره می‌کنند که دیدگاه متفاوتی را بیان می‌دارد:
... راجع به زبان هم خودتان بهتر می‌دانید، غریزه فطری و عادت از عواملی است که تغییر آن خیلی مشکل است، وقتی که پدر و مادر و برادر من از طفولیت با من ترکی حرف زده و می‌زنند، چگونه می‌شود من این زبان را دوست نداشته و اظهار نفرت کنم؟... اگر مقصود این بود که برای آسانی کار درس‌ها در سالهای نخست دبستانهای آذربایجان به ترکی باشد ما به آن دخالت نمی‌کردیم زیرا راه حل بحث آن بود که زحمت تدریس با زبانی که از دو زبانی در میانه آذربایجان و دیگر جاهای ایران پدید می‌آید سنجیده شود و به هرحال این اهمیت را که ما به آن دخالت کنیم نداشت. ولی همه می‌دانند که موضوع زبان در آذربایجان معنی‌های دیگری را دارد و همیشه مقاصد دیگری در پشت سر این عنوان می‌باشد.
کسروی در دومین کتاب مهم خود تاریخ پانصد ساله خوزستان می‌کوشید پیامدهای زیانبار و کشمکشهای قبیله‌ای و مذهبی را در نواحی جنوب غربی نشان دهد. او در اثر یادمانی خود تاریخ مشروطه ایران، ریشه پیشرفت نیافتگی ایران و بیشتر کشورهای خاور را پراکندگی در میان توده‌ها دانست، و گفت چند تیرگی که از دوگانگیهای قبیله‌ای و زبانی برمی‌خیزد، یکی از بدترین بیماری‌هایی است که گریبان ایران را گفته است.
به نظر بسیاری از مورخان، رضا شاه کوتاه مدتی پس از آن که قاجارها را خلع کرد و قدرت را به دست گرفت، جز مقید کردن استبداد، همهٔ تقاضاهای مطرح شده توسط روشنفکرانی نظیر محمود افشار و حسین کاظم‌زاده را برآورده ساخت.